# دمسيسة كافورية
دمسيسة كافورية أو أمبروزية كافورية (الاسم العلمي: Ambrosia camphorata) هي نوع من النباتات تتبع جنس الدمسيسة من الفصيلة النجمية.